# Maruti 800
La Maruti 800 est une automobile du constructeur automobile indo-japonais Maruti Suzuki. Sa production et sa commercialisation se sont arrêtés en 2010. En 1993, elle est secondée par la Zen, puis en 2000 par la Maruti Alto. Elle est disponible en version 5 portes uniquement.